# رودني ستراسير
رودني ستراسير (Rodney Strasser) ، (فريتاون، 30 مارس 1989) ، لاعب كرة قدم سيراليوني.
و قد بدأ مسيرته الكروية مع أكاديمية كالون ومن ثم انتقل إلى إيه سي ميلان في عام 2007 ، و هو يلعب الآن لـنادي ليل على سبيل الإعارة.

## روابط خارجية
- رودني ستراسير على موقع الاتحاد الدولي (مؤرشف)  (الإنجليزية)
- رودني ستراسير على موقع الاتحاد الأوربي (الإنجليزية)
- رودني ستراسير على موقع قاعدة بيانات كرة القدم.إي يو (الإنجليزية)
- رودني ستراسير على موقع ناشيونال فوتبول تيمز (الإنجليزية)
- رودني ستراسير على موقع Soccerbase.com (لاعب) (الإنجليزية)
- رودني ستراسير على موقع Soccerway.com (الإنجليزية)
- رودني ستراسير على موقع عالم كرة القدم.نت (الإنجليزية)
- رودني ستراسير على موقع كووورة
- رودني ستراسير على موقع AS.com (الإسبانية)